# 141st Air Refueling Wing
Il 141st Air Refueling Wing è uno stormo associato della Washington Air National Guard. Riporta direttamente all'Air Mobility Command quando attivato per il servizio federale. Il suo quartier generale è situato presso la Fairchild Air Force Base, Washington.

## Missione
Lo stormo non dispone di propri velivoli ma è associato al 92nd Air Refueling Wing, al quale fornisce personale di supporto per l'addestramento e la manutenzione.

## Organizzazione
Attualmente, al settembre 2017, esso controlla:
- 141st Operations Group
  - 141st Operations Support Squadron
  -  116th Air Refueling Squadron
- 141st Maintenance Group
  - 141st Aircraft Maintenance Squadron
  - 141st Maintenance Squadron
  - 141st Maintenance Operations Flight
- 141st Mission Support Group
  - 141st Civil Engineer Squadron
  - 141st Force Support Squadron
  - 141st Logistics Readiness Squadron
  - 141st Security Forces Squadron
  - 141st Communications Flight
- 141st Medical Group
- 242nd Combat Communications Squadron, Aeroporto Internazionale di Spokane, Washington
- 256th Combat Communications Squadron, Four Lakes, Washington